# 루진의 정리
해석학에서 루진의 정리(Лузин의定理, 영어: Luzin's theorem)는 가측 함수가 거의 어디서나 연속 함수라는 정리이다.

## 정의
라돈 측도 {\displaystyle \mu }를 갖춘 하우스도르프 공간 {\displaystyle X}에서 (보렐 시그마 대수를 갖춘) 제2 가산 공간 {\displaystyle Y}로 가는 가측 함수
{\displaystyle f\colon X\to Y}
에 대하여, 만약 {\displaystyle \mu (X)<\infty }라면, 루진의 정리에 따르면 임의의 양의 실수 {\displaystyle \epsilon >0}에 대하여 다음 두 조건들을 만족시키는 닫힌 집합 {\displaystyle X_{\epsilon }\subset X}가 존재한다.
- {\displaystyle \mu (X\setminus X_{\epsilon })<\epsilon }
- {\displaystyle f|_{X_{\epsilon }}\colon X_{\epsilon }\to Y}는 연속 함수이다.

만약 {\displaystyle X}가 추가로 국소 콤팩트 공간이라면, 임의의 양의 실수 {\displaystyle \epsilon >0}에 대하여 다음 두 조건들을 만족시키는 콤팩트 집합 {\displaystyle X_{\epsilon }} 및 연속 함수 {\displaystyle f_{\epsilon }\colon X\to Y}가 존재한다.
- {\displaystyle \mu (X\setminus X_{\epsilon })<\epsilon }
- {\displaystyle f|_{X_{\epsilon }}=f_{\epsilon }|_{X_{\epsilon }}}이다.

실수 구간의 경우, 다음과 같은 형태의 루진 정리가 성립한다. 임의의 함수 {\displaystyle f\colon [a,b]\to \mathbb {R} }에 대하여, 다음 두 조건이 서로 동치이다.
- {\displaystyle f}는 가측 함수이다. 여기서 정의역은 르베그 측도, 공역은 보렐 시그마 대수를 갖춘다.
- 임의의 양의 실수 {\displaystyle \epsilon >0}에 대하여, {\displaystyle \mu (\{x\in [a,b]\colon f(x)\neq f_{\epsilon }(x)\})<\epsilon }인 연속 함수 {\displaystyle f_{\epsilon }\colon [a,b]\to \mathbb {R} }가 존재한다.

## 역사
니콜라이 루진이 증명하였다.

## 참고 문헌
1. ↑  Lusin, N.N. (1912). “Sur les propriétés des fonctions mesurables”. 《Comptes Rendus de l’Académie des Sciences권=154》 (프랑스어): 1688–1690. Zbl 43.0484.04 |zbl= 값 확인 필요 (도움말).

- 김성기, 계승혁, 《실해석》, 서울대학교출판부, 2002.

## 같이 보기
- 예고로프 정리